# Sacha Vierny
Sacha Vierny (10. srpna 1919 Bois-le-Roi, Seine-et-Marne, Île-de-France – 15. května 2001 Paříž) byl francouzský kameraman, který se stal známý spoluprací s režisérem Alainem Resnaisem na snímcích jakými byly Hirošima, má láska a Loni v Marienbadu a také prací s Peterem Greenawayem, zejména na filmech Kuchař, zloděj jeho žena a její milenec a Prosperovy knihy.

## Profesní kariéra
V období 1955–1984 spolu Alainem Resnaisem natočil celkem deset filmů. První z nich Noc a mlha (Nuit et brouillard) zpracoval téma holokaustu. Posledním pak byl snímek z roku 1984 Láska až za hrob (L'amour à mort). Následně se stal dvorním kameramanem britského režiséra Petera Greenawaye, s nímž navázal spolupráci filmem z roku 1985 Zet a dvě nuly (A Zed & Two Noughts). Natočil téměř celou tvorbu tohoto britského filmaře, včetně jeho televizní tvorby. Poslední společný projekt v roce 1999 představovalo drama 8 1/2 ženy (8½ Women). Greenaway jej označil za svého „nejdůležitějšího spolupracovníka“.
Během umělecké kariéry spolupracoval také s dalšími režiséry, jakými byli Raúl Ruiz, Pierre Kast, Chris Marker, Paul Paviot nebo Luis Buñuel, s nímž vytvořil surrealistické drama Kráska dne. Poslední prací se v roce 2000 stalo historické drama Muž, který plakal pod režijním vedením Angličanky Sally Potterové. V hlavních rolích se objevili Cate Blanchettová, Christina Ricci, John Turturro a Johnny Depp.

## Filmografie
- 1956 – Noc a mlha
- 1958 – Hirošima, má láska
- 1959 – Díky, Natercie
- 1959 – Hřejivá ruka
- 1960 – Krásný věk
- 1961 – Loni v Marienbadu
- 1961 – Páření mrtvých
- 1962 – Dvě lásky Filipa Marcenata
- 1963 – Muriel neboli v čase návratu
- 1964 – Líbí se vám ženy?
- 1966 – Kráska dne
- 1966 – Válka skončila
- 1967 – La musica
- 1968 – Drahoušek Karolina
- 1968 – Tetovaný
- 1972 – Bulharská noc
- 1974 – Stavisky
- 1977 – Baxterová, Vera Baxterová
- 1980 – Můj strýček z Ameriky
- 1980 – Ztracená cesta
- 1981 – Nevlastní otec
- 1984 – Láska až za hrob
- 1984 – Veřejná žena
- 1985 – Zet a dvě nuly
- 1988 – Topení po číslech
- 1989 – Kuchař, zloděj jeho žena a její milenec
- 1991 – Prosperovy knihy
- 1993 – Dítě z Maconu
- 1999 – 8 1/2 ženy
- 2000 – Muž, který plakal